# Bernardo González Garza
Bernardo Jaime González Garza (Monterrey, Nuevo León; 10 de enero de 1982) es un abogado mexicano. Actualmente es Secretario del Ayuntamiento en el Municipio de San Pedro Garza García, N.L. Su anterior cargo público fue de Presidente Concejal Municipal de Monterrey, Nuevo León.
Incursionó en la política a la edad de 24 años en la Secretaría General de Gobierno de Nuevo León como investigador y como Agente del Ministerio Público adscrito a la Dirección de Averiguaciones Previas.

## Orígenes
Nació el 10 de enero de 1982 en Monterrey, Nuevo León, hijo de Héctor González y Patricia Garza. 

## Formación académica
Se graduó como licenciado en Ciencias Jurídicas por la Universidad Regiomontana en 2005. Al siguiente año obtuvo el título de posgrado especialista en Comercio Exterior por el Instituto de Estudios Bursátiles de Madrid, centro Adscrito a la Universidad Complutense de Madrid, España, ese mismo año se tituló de posgrado especialista en Investigación y Prueba en el Derecho Procesal por la Universidad de Castilla-La Mancha, en Toledo.
En abril de 2009 obtuvo diplomado en Destrezas de Litigación Oral impartido por California Western School Of Law en San Diego, California, Estados Unidos. Realizó Seminario Interamericano de investigación de delitos financieros en la República dominicana así como un Programa de entrenamiento “Criminal Profiling, Psychological Analysis Fraud, Corruption and Money Laundering Crimes”, impartido por Inter American Community Affairs of E.U.A en el año 2010.

## Carrera profesional y en el servicio público
Empieza a ejercer como abogado en la Coordinación de Asuntos Internos en el municipio de Monterrey N.L del 2004 a marzo del 2006, posteriormente es Comisionado investigador en la Secretaría general de gobierno del estado de Nuevo León al mismo tiempo que ingresa al despacho jurídico Quintanilla, González, Ramírez, S.C. del 2006 al 2007; es nombrado Fiscal adscrito a la Dirección de Averiguaciones Previas en el Gobierno del Estado de Nuevo León del 2007 al 2008.
Crea en el 2008 la firma González Garza Abogados siendo socio Abogado litigante, logrando notoriedad como apoderado del dueño del inmueble del Casino Royale, negocio que sufrió un atentado por la delincuencia organizada en el 2011.
En octubre de 2015 deja de colaborar en la firma González Garza Abogados para asumir el puesto de Consejero jurídico del Gobernador del estado de Nuevo León hasta el mes de abril de 2016 para cubrir momentáneamente el puesto de director general de Investigación de la Secretaría de Seguridad Pública del gobierno de Nuevo León hasta el mes de julio de ese mismo año.
En julio de 2016 es nombrado director general de las Fiscalías Investigadoras, Averiguaciones Previas y Procesos y Encargado del despacho de los asuntos de la Subprocuraduría del Ministerio Público del gobierno de Nuevo León, cargo que dejó en enero de 2017. Procurador general de Justicia del estado de Nuevo León 2017 al 2018.
En noviembre de 2017 aparece en la revista el mundo del Abogado, en donde explica sobre el sistema penal de justicia.
En 2018 es nombrado titular de la Secretaría de Seguridad Pública de Nuevo León, el 5 de noviembre de 2018 es nombrado Alcalde interino de Monterrey N.L.